# Zavěšení zvonu Zikmund
Zavěšení zvonu Zikmund nebo Zavěšení zvonu Zikmund na věži katedrály v roce 1521 v Krakově  (polsky Zawieszenie dzwonu Zygmunta na wieży katedry w roku 1521 w Krakowie) je obraz z roku 1874 o rozměrech 94×189 centimetrů od polského malíře Jana Matejky. Obraz patří do řady Matejkových historických maleb. Zachycuje zlatou éru polské renesance a moc Polského království. Zvon Zikmund se poprvé rozezněl 13. července roku 1521 a je považován za jeden z národních symbolů Polska.
Kromě oficiálního názvu obrazu existuje ještě i několik alternativních pojmenování, a sice Svěcení zvonu Zikmund (Poświęcenie dzwonu Zygmunta), které navrhl Mieczysława Tretera, dále Vztyčení zvonu Zikmund, Zvon krále Zikmunda nebo Zvon Zikmund (Dzwon Zygmunta).

## Historie

### Zvon

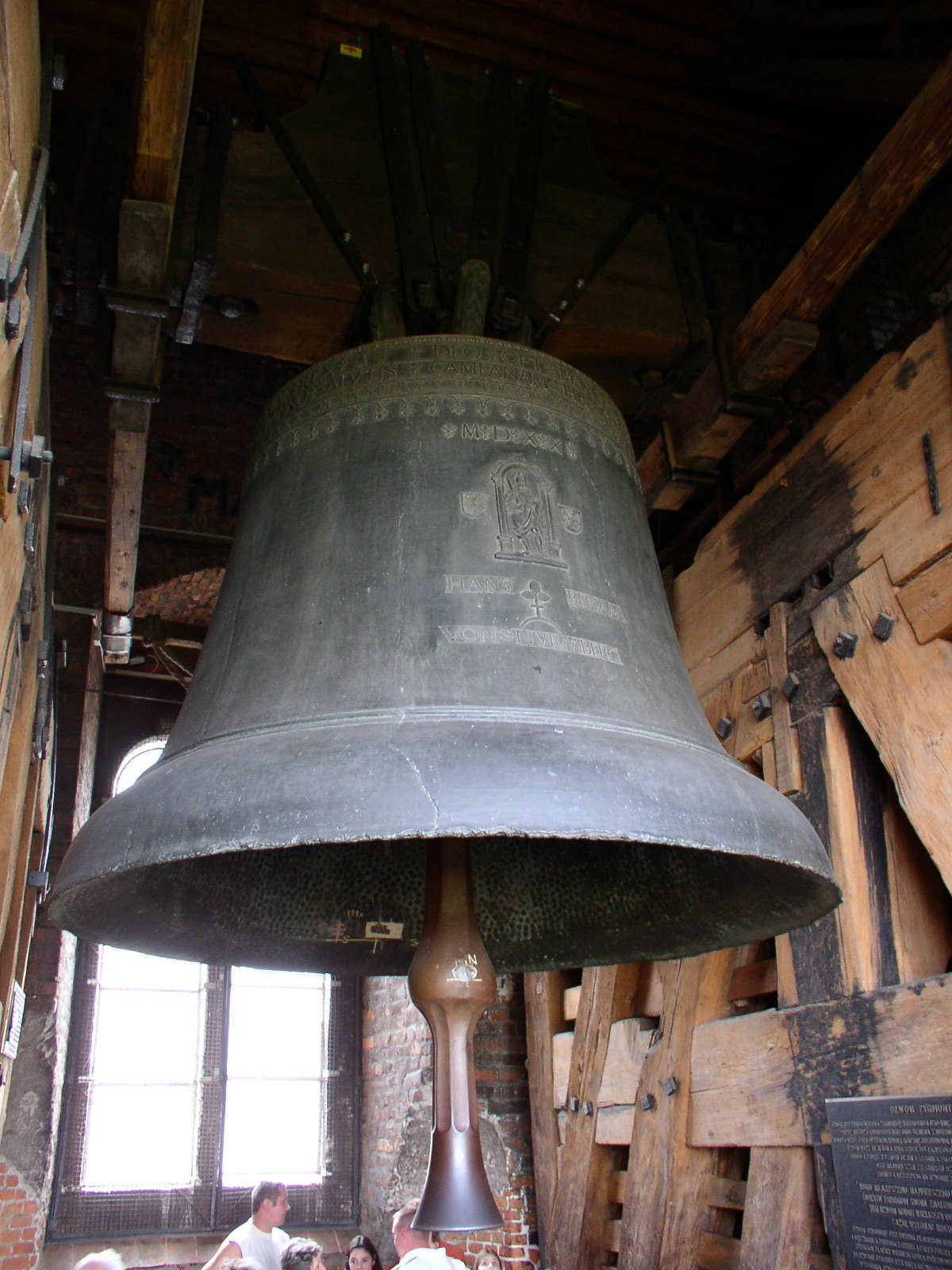
Zvon Zikmund

Zvon Zikmund (Dzwon Zygmunta) je největší ze zvonů, které visí v Zikmundově věži v katedrále na Wawelu, sídle krakovské arcidiecéze. Polský král Zikmund I. Starý jeho odlití objednal u Hanse Behama z Norimberka. Zvonař na něm pracoval roku 1520 a odlil jej z bronzu. Na těle zvonu, tedy jeho boční části, je mimo jiné vyryta podobizna svatého Stanislava a svatého Zikmunda, jež doplňuje orel z polského znaku a rytíř z litevského znaku.
Následujícího roku, 9. července 1521, byl zvon instalován do speciálně přistavěné staré obranné věže hradu, zvané Zikmundovy (Zygmuntowska), a o čtyři dny později (13. července) se zvon poprvé rozezněl. Zvoní se na něj při významných polských dnech, a to jak občanských, tak i církevních, a rovněž při významných událostech, mezi něž se řadila například návštěva papeže Jana Pavla II.
Zvon Zikmund se mimo jiné objevoval i v dobové literatuře. Například v básni Władysława Bełzy nazvané Zakleté zvony (Zaklęte dzwony) je psáno:
| „                                        | Na Wawelu jęczą dzwony, Głośno nasz się Zygmunt żali! A z wichrami smutne tony, Po Wiślanej płyną fali... Stary Zygmunt łka jak dziecię... Jęki niosą wiatry chyże... A z Zygmuntem wszystkich w świecie, Zajęczały dzwonów spiże... | Na Wawelu sténají zvony, Hlasitě truchlí náš Zikmund! A s větry smutné tóny, na řece Visle plynou... Starý Zikmund pláče jako dítě... Sténání nesou větry... A se Zikmundem všechny na světě, zvony se rozezněly... | “ |
| — Władysław Bełza, Zaklęte dzwony (1897) | | |   |

### Obraz
Matejko začal přemýšlet o tvorbě obrazu v roce 1861. Následující rok vytvořil první přípravné skici. Posléze se k tématu vrátil až v roce 1874 a zobrazil – v rozporu se zažitým názvem obrazu – výjev vyjmutí právě odlitého zvonu z formy ve slévárně. Ve snaze o co nejvěrnější zachycení scény nechal Matejko tesaři vytvořit repliku lešení, které sloužilo k přemisťování zvonu. Obraz malíř dokončil v roce 1874.
Dílo bylo v době svého vzniku přijato kladně. Polský historik Stanisław Tarnowski v roce 1875 publikoval rozsáhlou pozitivní recenzi v časopise Przegląd Polski. Obraz byl vystaven v Paříži roku 1875. O tři roky později (1878) byl v Paříži vystaven znovu, a to během Světové výstavy, kdy doplnil další Matejkova díla – Lublinská unie (Unia lubelska) a Wacław Wilczek. Matejko za malby získal zlatou medaili. Kromě Paříže bylo dílo vystaveno v roce 1875 i v Krakově a ve Vídni. Francouzský básník Gustave Le Vavasseur o díle prohlásil:
| „                      | Zdá se, že obsah obrazu je nám zde vnucován do očí, že slyšíme pekelné zvonění tohoto nového zvonu, který je tak lesklý. [...] První divákův instinkt [...] je zacpat si uši. | “ |
| — Gustave Le Vavasseur | |   |

Roku 1875, rok po dokončení díla, zakoupila malbu paní Walewská z rodu Lenkiewiczů, pravděpodobně Octavia, dcera Gracjana Lenkiewicze-Ipohorského a Honoraty Czetwertyńské. Mezi lety 1928 a 1939 dílo uložila Rosa Czetwertyńska, rozená Radziwill Czetwertyńska, do varšavské Společnosti pro podporu výtvarného umění (Towarzystwie Zachęty Sztuk Pięknych). Po vypuknutí druhé světové války uložil Ludwik Czetwertyński dílo do Národního muzea ve Varšavě. V roce 1944 bylo dílo nacisty odvezeno na neznámé místo. Po revindikaci se roku 1949 stalo opět majetkem varšavského Národního muzea.

## Popis díla

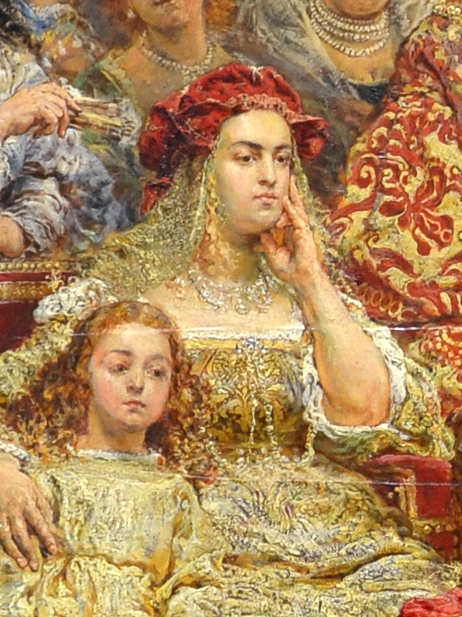
Polská královna Bona Sforzová zachycená na obraze

Obraz je jednou z historických maleb, které znázorňují období zlaté éry polské renesance. Zároveň vyzdvihuje sílu tehdejšího Polského království, jeho elit i obyčejných lidí. Dílo zobrazuje dav s řadou postav historického významu, jejichž výčet je uveden níže. Levá strana obrazu zobrazuje bohatství a slávu tehdejší doby, zatímco pravá tvrdou práci obyčejných lidí. Přestože je Matejkovo dílo známo jako Zavěšení zvonu Zikmund, ve skutečnosti ukazuje nikoli okamžik zavěšení, ale vyjmutí zvonu z formy.
V levé části obrazu je zachycen královský dvůr, a sice polský král Zikmund I. Starý, jeho rodina (syn Zikmunda II. a dcera Isabela), dále královna Bona Sforzová a dvorní šašek Stańczyk. Mezi další postavy zachycené na obrazu patří bankéř Jan Boner, obchodník a úředník Seweryn Bethman a kastelán a vojevoda Stanisław Kmita. Na obraze je zobrazen rovněž biskup Jan Chojeński, který zvon světí, a poblíž něj i kanovník Grzegorz Lubrański.
Nad samotným zvonem lze spatřit mistra zvonaře Hanse Behama. Mezi ním a dvorem stojí dvě tmavé postavy. Jde o wawelského architekta Bartolommea Berrecciho a maďarského loutnistu a hudebníka Bálinta Bakfarka, který podle legendy hodil strunu ze svého nástroje do roztaveného bronzu. V pozadí obrazu je Královský hrad.
Matejko často zahrnoval do svých děl osobnosti, které sice považoval za významné, avšak ve skutečnosti nemohly být z různých důvodů na scéně přítomny jako například syn Zikmunda I. Zikmund II. August, jemuž v době slavnostního svěcení zvonu byl pouze jeden rok. V roce 1885 Matejko namaloval obraz pojmenovaný Zikmund I. poslouchající  zvon (Zygmunt I słuchający Dzwonu Zygmunta), jenž vyobrazuje staršího krále Zikmunda a šaška Stańczyka, jak uvažují o konci Polského království.